# Radical 59
Le radical 59 (彡), qui signifie barbe, est un des 31 des 214 radicaux chinois répertoriés dans le dictionnaire de Kangxi composés de trois traits.
Le caractère Unicode de 彡 est 5F61.

## Caractères avec le radical 59
| nombre de traits          | caractères  |
| ------------------------- | ----------- |
| Sans trait supplémentaire | 彡          |
| 4 traits supplémentaires  | 形 彣 彤    |
| 6 traits supplémentaires  | 彥 彦       |
| 7 traits supplémentaires  | 彧 彨       |
| 8 traits supplémentaires  | 彩 彪 彫 彬 |
| 9 traits supplémentaires  | 彭          |
| 10 traits supplémentaires | 彮          |
| 11 traits supplémentaires | 彯 彰       |
| 12 traits supplémentaires | 影          |
| 19 traits supplémentaires | 彲          |